# Sternuchopsis
Sternuchopsis — род долгоносиков из подсемейства Molytinae.

## Описание
Тело широкое овальное короткое. Головотрубка в профиль отделена от лба неглубоким понижением. Проментум с двумя парами хет. Заднегрудь не длиннее диаметра среднего тазика. Передние и средние тазики широко разделённые, переднегрудь спереди с волосистой срединной ямкой. Боковая длина первого стернита брюшка немного больше второго.